# Politische Parteien in der Volksrepublik China
Die Parteien in der Volksrepublik China bestehen aus der Kommunistischen Partei Chinas und acht weiteren politische Parteien: das Revolutionskomitee der Kuomintang Chinas (chinesisch 中国国民党革命委员会, Pinyin Zhōngguó Guómíndǎng Gémìng Wěiyuánhuì), die Demokratische Liga Chinas (chinesisch 中国民主同盟, Pinyin Zhōngguó Mínzhǔ Tóngméng), die Demokratische Staatsaufbaugesellschaft Chinas (chinesisch 中国民主建国会, Pinyin Zhōngguó Mínzhǔ Jiànguó Huì), die Chinesische Vereinigung zur Förderung der Demokratie (chinesisch中国民主促进会,Pinyin Zhōngguó Mínzhǔ Cùjìnhuì), die Demokratische Partei der Bauern und Arbeiter Chinas (chinesisch 中国农工民主党, Pinyin Zhōngguó Nónggōng Mínzhǔdǎng), die Zhi-Gong-Partei Chinas (chinesisch 中国致公党, Pinyin Zhōngguó Zhìgōngdǎng), die Gesellschaft des 3. September (九三学社, Pinyin Jǐusān Xuéshè) und die Demokratische Selbstbestimmungsliga Taiwans (chinesisch 台湾民主自治同盟, Pinyin Táiwān Mínzhǔ Zìzhì Tóngméng). Viele dieser Parteien entstanden während des Widerstandskriegs gegen die japanische Aggression und des Befreiungskriegs. 1949 nahm die erste Regierung der VR China als Koalitionsregierung ihre Arbeit auf, in der die Kommunistische Partei China jedoch eine absolute Vormachtstellung innehielt.

## Einparteiensystem
Die Volksrepublik China ist ein Einparteiensystem, bei dem mehrere Parteien unter der sogenannten Einheitsfront zusammenarbeiten. Neben der herrschenden Kommunistischen Partei existieren noch weitere acht Parteien. Diese sollen die Führung der KP Chinas unterstützen. Man kann die demokratischen Parteien weder als Oppositionsparteien noch als nicht-regierende Partei bezeichnen. Sie sind mitwirkende Parteien, allerdings ist der Status dieser Parteien mit dem der Blockparteien in der früheren DDR vergleichbar.
In der Gründungsphase der Volksrepublik wurde ihnen die Aufgabe zugewiesen, bestimmte Bevölkerungsgruppen wie Intellektuelle, Wissenschaftler, Auslandschinesen und ehemalige GMD-Mitglieder an das neue Regime zu binden.

## Politische Konsultativkonferenz des Chinesischen Volkes (PKKCV)
Die PKKCV ist eine Organisation der Einheitsfront des Chinesischen Volkes. Sie setzt sich aus Vertretern der Kommunistischen Partei Chinas, der sonstigen Parteien, der parteilosen Persönlichkeiten, der gesellschaftlichen Organisationen, aller Nationalitäten und aller gesellschaftlichen Kreise, Vertretern der Landsleute aus Taiwan, Hongkong und Macau und der heimgekehrten Auslandschinesen sowie speziell geladenen Persönlichkeiten zusammen. Dadurch wäre sie mit den sogenannten Einrichtungen "Nationalfront" bzw. "Nationale Front" in den früheren Ostblockstaaten vergleichbar.
Im September 1949 hat die erste Plenartagung der PKKCV die Gründung der Volksrepublik ausgerufen und ein gemeinsames Programm verabschiedet.
Die PKKCV besitzt keinerlei politische Entscheidungsmacht. Nach einer Einschätzung der Bundeszentrale für politische Bildung handelt es sich bei den anderen "so genannte[n] demokratische[n] Parteien ... nicht um im politischen Wettbewerb stehende Parteien, sondern lediglich um von der KPCh kontrollierte Konsultativorgane."

## Kommunistische Partei Chinas
Die Kommunistische Partei China (chinesisch 中国共产党, Pinyin Zhōngguó Gòngchǎndǎng) wurde im Juli 1921 in Shanghai auf der Grundlage des Marxismus und Leninismus gegründet. Dabei übernahmen die chinesischen Kommunisten die organisatorischen Prinzipien der Kaderpartei und der Führungsrolle der Partei in Politik, Gesellschaft und Wirtschaft. Sie selbst versteht sich als Vorhut der Arbeiterklasse und der Bauern.
Nach der erfolgreichen Revolution, die 1949 zur Gründung der Volksrepublik China geführt hatte, verfolgte die Partei unter der Führung Mao Zedongs ein Programm zur Durchsetzung des großen Sprungs nach vorn, welches China zu einer wirtschaftlichen Großmacht machen sollte. Diese führte jedoch zu einer katastrophalen Nahrungsmittelknappheit mit Hungersnöten als Folge. Ab 1966 fand diese Entwicklung ihren Höhepunkt in der von Mao eingeleiteten chinesischen Kulturrevolution. Ab 1979 kam es unter Deng Xiaoping zu einem Kurswechsel, der zur Öffnung gegenüber kapitalistischen Wirtschaftsreformen führte, die Industrieproduktion erhöhte und die Versorgung der Bevölkerung schnell verbesserte. Das Hauptziel der KP-Führung besteht darin, China zu einem starken, mächtigen und reichen Staat zu entwickeln und zugleich jegliche Ansätze zur „Zersetzung“ der existierenden politischen Ordnung zu bekämpfen. Die Kommunistische Partei Chinas besteht aus ungefähr 85 130 000 Mitgliedern. Sie ist die mit Abstand mitgliederstärkste Kommunistische Partei. Eine Parteimitgliedschaft bietet immer noch vielfältige Vorteile, wie zum Beispiel ein hilfreiches Beziehungsnetz, Bevorzugung bei Beförderungen oder bei der Zuteilung preiswerter Wohnungen. Bauern und staatliche Industriearbeiter haben hingegen an Gewicht innerhalb der Partei verloren. Der jetzige Generalsekretär des Zentralkomitees ist Xi Jinping.

## Die übrigen Parteien
- Revolutionäres Komitee der Kuomintang, im Januar 1948 in Hongkong gegründet, mit allen Zweigstellen hat die Partei nahezu 101.865 Mitglieder.[8][9]

- Demokratische Liga Chinas, gegründet 1941 in der Stadt Chongqing, Ende 2012 hatte die Partei mehr als 224.000 Mitglieder.[8][9]

- Demokratische Staatsaufbaugesellschaft Chinas, im Dezember 1945 von Industriellen Geschäftsleuten in Chongqing gegründet, mehr als 140.000 Mitglieder.[8][9]

- Chinesische Vereinigung zur Förderung der Demokratie, im Dezember 1945 in Shanghai gegründet, zusammen mit allen lokalen Organisation hat sie mehr als 128.000 Mitglieder.[8][9]

- Chinesische Demokratische Partei der Bauern und Arbeiter, im August 1930 gegründet, 1947 in die jetzige Demokratische Partei der Bauern und Arbeiter umbenannt, mit allen Zweigstellen hat sie mehr als 125.600 Mitglieder.[8][9]

- Zhi-Gong-Partei, die Partei für öffentliche Angelegenheiten wurde offiziell im Oktober 1925 in San Francisco gegründet, ungefähr 20.000 Mitglieder.[8][9]

- Gesellschaft des 3. September, im Mai 1946 gegründet, am 30. Juni 2022 bestand die Gesellschaft aus 204.069 Mitgliedern.[10]

- Demokratische Selbstbestimmungsliga Taiwans, im November 1947 in Hongkong gegründet, sie besteht aus über 2100 Mitgliedern.[8][9]